# Spaanse euromunten
De Spaanse euromunten hebben drie verschillende ontwerpen voor de drie series munten. De serie van 1, 2 en 5 cent is ontworpen door Garcilaso Rollán, de serie van 10, 20 en 50 cent door Begoña Castellanos en de twee grootste munten door Luis José Diaz. Alle munten vertonen de twaalf sterren van de EU en het jaartal dat de munt geslagen is. De munten worden geslagen door de Fábrica Nacional de Moneda y Timbre.

## Ontwerp

### Spaanse euromunten (1999-2009)
| 0,01 €                                                 | 0,02 € | 0,05 €             |
| ------------------------------------------------------ | ------ | ------------------ |
|                                                        |        |                    |
| De gevel van de Kathedraal van Santiago de Compostella |        |                    |
| 0,10 €                                                 | 0,20 € | 0,50 €             |
|                                                        |        |                    |
| Miguel de Cervantes, een Spaanse schrijver             |        |                    |
| 1,00 €                                                 | 2,00 € | rand van €2-munten |
|                                                        |        | drie keer herhaald |
| Koning Juan Carlos I van Spanje                        |        |                    |

### Spaanse euromunten (2010 - 2014)
In 2010 heeft Spanje zijn muntontwerp aangepast, om te kunnen voldoen aan de richtlijnen voor de nationale zijde.

### Spaanse euromunten (2015 - heden)
In 2015 heeft Spanje zijn muntontwerp aangepast, omdat koning Felipe VI aan de macht kwam. Dit geldt echter alleen voor de €1- en €2-munten die het portret van koning Felipe VI dragen.
De munten van € 0,01 t/m € 0,50 zijn onveranderd gebleven.
| 0,01 €                                                 | 0,02 € | 0,05 €             |
| ------------------------------------------------------ | ------ | ------------------ |
|                                                        |        |                    |
| De gevel van de kathedraal van Santiago de Compostella |        |                    |
| 0,10 €                                                 | 0,20 € | 0,50 €             |
|                                                        |        |                    |
| Miguel de Cervantes, een Spaanse schrijver             |        |                    |
| 1,00 €                                                 | 2,00 € | Rand van €2 munten |
|                                                        |        | drie keer herhaald |
| Koning Felipe VI van Spanje                            |        |                    |

## Herdenkingsmunten van € 2
Spanje heeft vanaf 2010 de gewoonte om elk jaar een munt te slaan met als afbeelding een Spaans werelderfgoed, welke op de Werelderfgoedlijst van de UNESCO staat.
- Herdenkingsmunt van 2005: 400-jarig bestaan van de eerste editie van Miguel de Cervantes' El ingenioso hidalgo Don Quixote de la Mancha
- Herdenkingsmunt van 2007: Gemeenschappelijke uitgifte naar aanleiding van de 50ste verjaardag van het Verdrag van Rome
- Herdenkingsmunt van 2009: Gemeenschappelijke uitgifte naar aanleiding van de 10de verjaardag van de Europese Economische en Monetaire Unie
- Herdenkingsmunt van 2010: Het historische centrum van Córdoba
- Herdenkingsmunt van 2011: Alhambra, Generalife en Albaicín, Granada
- Herdenkingsmunt van 2012: Gemeenschappelijke uitgifte naar aanleiding van de 10de verjaardag van de invoering van de euro
- Herdenkingsmunt van 2012: Kathedraal van Burgos
- Herdenkingsmunt van 2013: Klooster en plaats van het Escorial, Madrid
- Herdenkingsmunt van 2014: Werken van Gaudí
- Herdenkingsmunt van 2014: Dubbelportret Juan Carlos I en Felipe VI
- Herdenkingsmunt van 2015: Grot van Altamira en de paleolithische grotkunst van Noord-Spanje
- Herdenkingsmunt van 2015: Gemeenschappelijke uitgifte naar aanleiding van het 30-jarig bestaan van de Europese vlag
- Herdenkingsmunt van 2016: Oude stad Segovia en aquaduct
- Herdenkingsmunt van 2017: Monumenten van Oviedo en het Koninkrijk Asturië
- Herdenkingsmunt van 2018: Santiago de Compostella (oude stad)
- Herdenkingsmunt van 2018: 50ste verjaardag van Koning Felipe VI
- Herdenkingsmunt van 2019: Oude stad Ávila met de kerken buiten de Muren
- Herdenkingsmunt van 2020: Mudéjararchitectuur van Aragón
- Herdenkingsmunt van 2021: Historische stad Toledo
- Herdenkingsmunt van 2022: Nationaal park Garajonay
- Herdenkingsmunt van 2022: 500ste verjaardag van de voltooiing van de eerste zeilreis rond de wereld
- Herdenkingsmunt van 2022: Gemeenschappelijke uitgifte naar aanleiding van het 35-jarig bestaan van het ERASMUS-programma
- Herdenkingsmunt van 2023: Oude stad Cáceres
- Herdenkingsmunt van 2023: Voorzitterschap Europese Unie
- Herdenkingsmunt van 2024: 200ste verjaardag van de oprichting van de Nationale Politie (Cuerpo Nacional de Policía)
- Herdenkingsmunt van 2024: Kathedraal, Alcázar en het Archivo General de Indias in Sevilla
- Herdenkingsmunt van 2025: Oude stad Salamanca